# 中根公夫
中根 公夫（なかね ただお）は、日本の演劇プロデューサー。

## 来歴・人物
1962年、東宝株式会社に入社。菊田一夫に師事。
1963年、文部省派遣フランス政府給費留学生としてパリ国際演劇大学に留学。
パリ国立オペラ座の3年間の研修を経て、東宝に復職。
1971年よりプロデューサーとなり、100本以上の演劇を製作。
1974年、演出家蜷川幸雄を東宝に招き、以後東宝での蜷川演出の全作品を製作。
1982年以降、日本演劇の海外公演を推進し、87年にポイント東京株式会社を設立（代表取締役）。
国際舞台芸術交流センター事務局長、芸術見本市事務局長、国際演劇協会日本センター理事を務める。
2016年時点では体調を崩しており、車椅子を使っている。

## プロデュース作品年表
- 1974年 『ロミオとジュリエット』
- 1975年 『リア王』
- 1976年 『オイディプス王』
- 1977年 『三文オペラ』
- 1978年 『王女メディア』『ハムレット』
- 1979年 『近松心中物語』『ノートルダム・ド・パリ』
- 1980年 『NINAGAWAマクベス』『元禄港歌』
- 1982年 『雨の夏、三十人のジュリエットが還ってきた』『南北恋物語』
- 1983年 『王女メディア』（イタリア、ギリシャ公演）
- 1984年 『にごり江』『タンゴ・冬の終わりに』『王女メディア』（ギリシャ、イタリア、フランス公演）
- 1985年 『恐怖時代』『NINAGAWAマクベス』（オランダ、イギリス公演）『作品たち』
- 1986年 『オイディプス王』『王女メディア』（イギリス、アメリカ、カナダ公演）『貧民倶楽部』
- 1987年 『テンペスト』
- 1988年 『欲望という名の市電』『ハムレット』『仮名手本忠臣蔵』
- 1989年 『王女メディア』（香港公演）『近松心中物語』（ベルギー、イギリス公演）

他多数